# Tereza Margulova
Tereza Jristofórovna Margulova (en ruso: Тереза Христофоровна Маргулова; Bakú, Imperio ruso, 14 de agosto de 1912 – Moscú, Rusia, 4 de julio de 1994) fue una doctora en ciencias, profesora, fundadora y directora del Departamento de Estaciones de Potencia Nuclear del Instituto de Ingeniería de Potencia de Moscú.

## Biografía
Teresa nació en 1912 y creció en Bakú. Después de graduarse del Instituto Industrial Azerbaiyán; y, trabajó como ingeniera en organizaciones de encargos y planeamientos de Bakú, Leningrado y Moscú. Completó su educación en el Programa de doctorandos del Instituto de Ingeniería de Potencia de Moscú (MPEI - en ruso: МЭИ). Muchos años estuvo asociada con el MPEI. 
Además, fue profesora asistente, hasta que en 1956, en el Departamento de Calderas, ascendió de asistente a profesora titular, mientras trabajaba en su disertación de defensa de tesis docotral, y finalmente ganó su grado. Sus investigaciones las asoció con el desarrollo de uno de los asuntos de implementación claves de la ultraingeniería de alto calor: creación de un fiable tratamiento químico de agua eficaz para circuitos de transferencia de calor de calderas. Sus resultados fueron ampliamente utilizados en la práctica en las Estaciones de Potencia Nuclear (Leningrado y Chernobyl), en plantas de potencia nuclear naval, incluyendo el rompehielos nuclear "Lenin", estaciones de potencia térmica (Kostroma GRES).
Desde 1956, Margulova empezó activamente a entrenar especialistas y a mejorar los procesos tecnológicos para la industria de potencia nuclear.
A iniciativa de Margulova, desde 1956, se creó la primera universidad del mundo con un Departamento universitario de Plantas de Potencia Nuclear, siendo ella la directora por muchos años, y posteriormente allí trabajó como profesora.
En 1956, cinco estudiantes del quinto año del Departamento de Potencia del Calor (TEF) fueron reclutados para especializarse en "Plantas de Potencia Nuclear" (NPP - en ruso: АЭС), y en 1957 se produjo la primera graduación. Todos los métodos desarrollados en el NPP de MPEI dirigido a la creación de disciplinas y departamentos similares en educación en países del bloque soviético.
Por el texto "Атомные Электрические Станции" ("Plantas de Potencia Nuclear") de 296 p. en 1971, se le otorgó el Premio Estatal. Todas las generaciones del Bloque Oriental Atómico de ingenieros nucleares crecieron con ese libro.
Bajo su dirección más de 77 Ph.D. se ganaron. Muchos profesores y científicos de Rusia y otros países se consideran su alumnado y seguidores.
Margulova publicó aproximadamente 300 artículos científicos, y alrededor de 24 libros.